# UDP-N-acetilmuramat dehidrogenaza
-acetilmuramat dehidrogenaza (EC 1.1.1.158, MurB reduktaza, UDP-N-acetilenolpiruvoilglukozaminska reduktaza, UDP-N-acetilglukozamin-enoilpiruvatna reduktaza, UDP-GlcNAc-enoilpiruvatna reduktaza, uridin difosfoacetilpiruvoilglukozaminska reduktaza, uridin difosfo-N-acetilglukozamin-enolpiruvatna reduktaza, uridin-5'-difosfo-N-acetil-2-amino-2-dezoksi-3-O-laktilglukoza:NADP-oksidoreduktaza) je enzim sa sistematskim imenom UDP-N-acetilmuramat:NADP+ oksidoreduktaza. Ovaj enzim katalizuje sledeću hemijsku reakciju
-acetilmuramat + NADP+ {\displaystyle \rightleftharpoons } -acetil-3-O-(1-karboksivinil)--glukozamin + NADPH + H+
Dva supstrata UDP-N-acetilmuramatne dehidrogenaze su  -acetilmuramat i +, doks su njena tri produkta:  -acetil-3-O-(1-karboksivinil)--glukozamin, , i +.
Natrijum ditionit, natrijum borohidrid, i u manjoj meri, NADH, mogu da zamene NADPH.

## Literatura
- Nicholas C. Price; Lewis Stevens (1999). Fundamentals of Enzymology: The Cell and Molecular Biology of Catalytic Proteins (Third изд.). USA: Oxford University Press. ISBN 019850229X.
- Eric J. Toone (2006). Advances in Enzymology and Related Areas of Molecular Biology, Protein Evolution (Volume 75 изд.). Wiley-Interscience. ISBN 0471205036.
- Branden C; Tooze J. Introduction to Protein Structure. New York, NY: Garland Publishing. ISBN 0-8153-2305-0.
- Irwin H. Segel. Enzyme Kinetics: Behavior and Analysis of Rapid Equilibrium and Steady-State Enzyme Systems (Book 44 изд.). Wiley Classics Library. ISBN 0471303097.
- William P. Jencks (1987). Catalysis in Chemistry and Enzymology. Dover Publications. ISBN 0486654605.

## Spoljašnje veze
- UDP-N-acetylmuramate+dehydrogenase на 